# نشیمن (معماری)

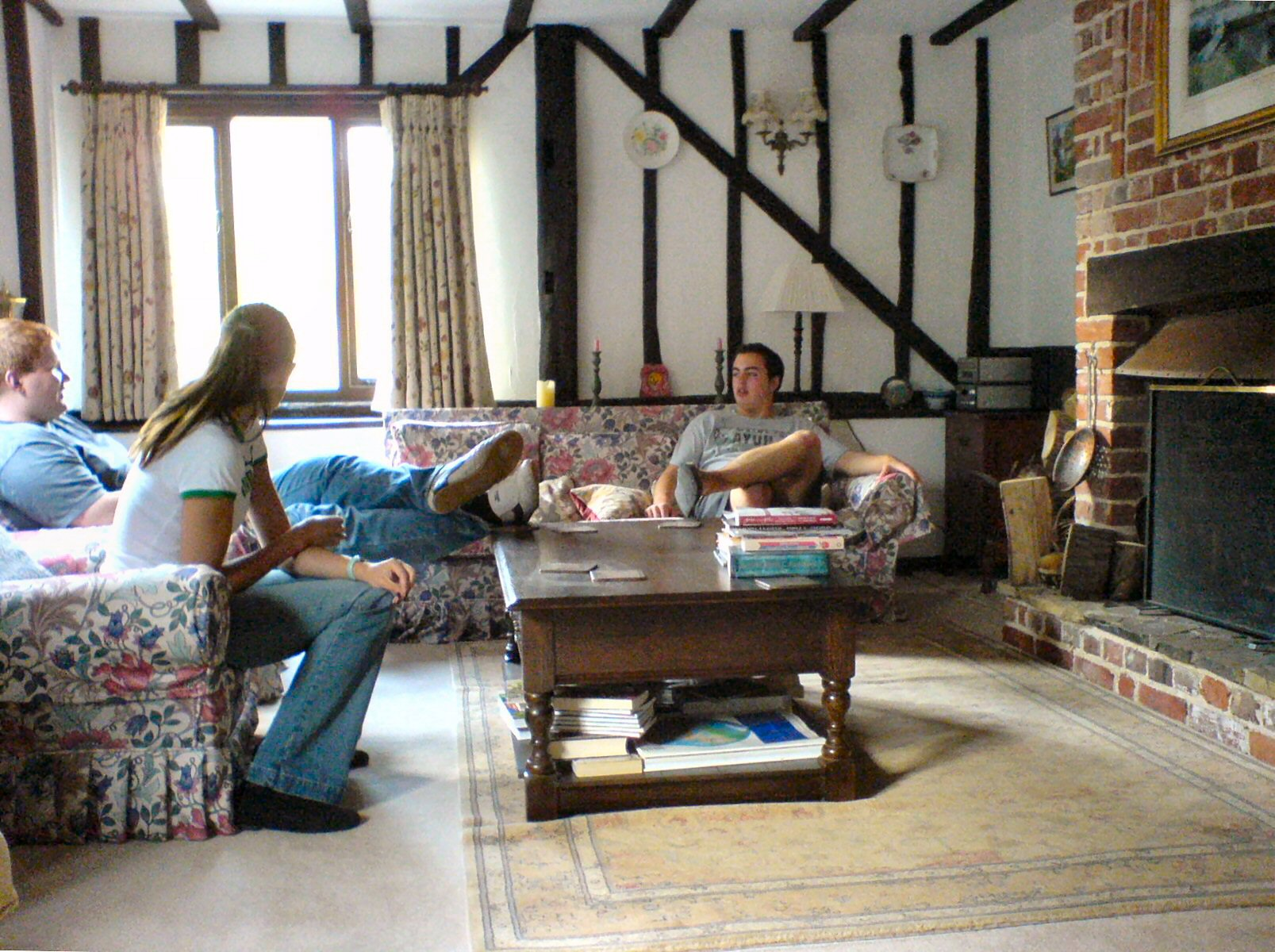
اتاق نشیمن در انگلیس

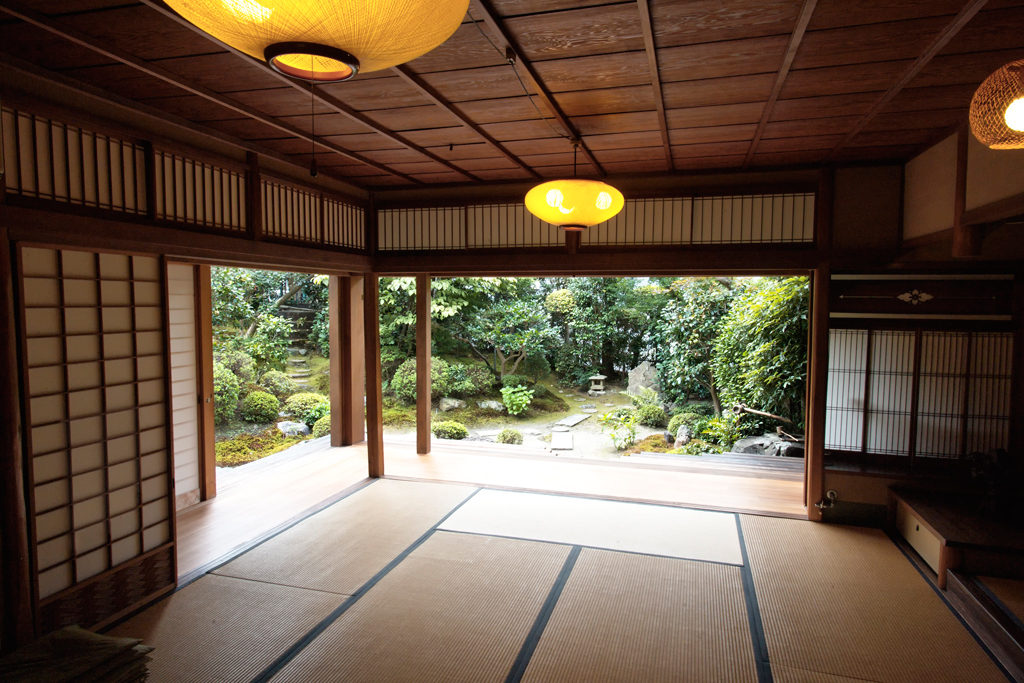
اتاق نشیمن داخلی مینیمالیستی ژاپنی، قرن نوزدهم

اتاق نشیمن (به انگلیسی: Living room) فضای خصوصی و خودمانی خانه است؛ یعنی جایی که اعضای خانواده در آنجا دورهم جمع می‌شوند و به گفتگو، تماشای تلویزیون و استفاده از وسایل صوتی و تصویری و سرگرم‌کننده، مطالعهٔ روزنامه یا کتاب، بازی و غیره می‌پردازند. در این فضا معمولاً مجموعه‌ای مبل راحت، میز، لوازم صوتی و تصویری و وسایل مربوط به آن، قفسه کتاب، روزنامه، عکس و یادگاری‌های خانوادگی و… وجود دارد. اتاق نشیمن محیطی نیمه‌خصوصی محسوب می‌شود و باید به گونه‌ای طراحی شود که اگر مهمانی به خانه آمد باز هم اعضای خانواده بتوانند بدون برخورد با مهمان در آنجا به ادامه کارهایشان بپردازند.
اتاق نشیمن در واقع محیطی است که بیشتر وقت اعضای خانواده در آن سپری می‌شود. لازم نیست متراژ بالایی داشته باشد، اما باید به‌گونه‌ای باشد که بتوان در آن یک کاناپه و تلویزیون قرار داد. معمولا بین ۲۰ تا ۳۰ متر مربع برای این فضا مناسب به‌نظر می‌رسد. این محیط نباید مستقیما به ورودی خانه متصل باشد، اما باید به آشپزخانه و اتاق‌ خواب‌ها دسترسی بی‌واسطه داشته باشد. چنانچه فعالیت‌های دیگری نظیر خیاطی، اتوکشی، پذیرایی از میهمانان غیررسمی، کار با رایانه و مانند آن نیز در این فضا صورت پذیرد، فضایی برای وسایل لازم برای این فعالیت‌ها نیز در آنجا درنظر گرفته می‌شود. یکی از مواردی که باید در طرح نشیمن خانه مدنظر قرار گیرد، فراهم ساختن شرایطی برای دور هم نشستن اعضای خانواده و تشکیل هرچه بهتر جمع خانوادگی است در نتیجه شاید بهتر باشد که در انتخاب فرم این فضا در پلان معماری، به اشکالی که امکان نشستن حلقه مانند را به خانواده می‌دهد فکر کرد و از اشکالی که خیلی کشیده و بی‌تناسب است، پرهیز کرد. فرم‌هایی نظیر دایره، مربع، چند ضلعی‌ها، که مرکز یا کانون متمرکزی دارند، این امکان را بیشتر فراهم می‌کنند. علاوه بر انتخاب فرم مناسب برای نشیمن بهتر است که چیدمان وسایل آن نیز به شکلی باشد که آن‌ها در مسیر رفت و آمد قرار نداشته باشند و در بخش‌های دنج و گوشه‌ای قرار گیرد. در این حالت امکان دور هم نشستن یا تمرکز بیشتر فراهم می‌شود. در نظر گرفتن محور توجه جمع افراد نشسته به سوی تلویزیون، شومینه، منظره‌ای زیبا و چشم‌انداز و نظایر آن نیز از دیگر مسائلی است که باید در چیدمان وسایل نشیمن مدنظر قرار گیرد. به‌طور مثال تلویزیون در نشیمن نباید به گونه‌ای باشد تا نوری که از پنجره به فضای داخلی نشیمن می‌تابد مانع از دید واضح و راحت آن برای تماشاگران باشد.
برای اتاق نشیمن بهتر است از مبلمان راحتی و مینیمال استفاده شود چرا که این سبک مبلمان علاوه بر ایجاد حس راحتی بیشتر برای نشستن های طولانی مدت، ظاهر مینیمال مبل ها باعث حفظ آرامش بیشتر اعضای خانواده می شود و توجه دیداری بروی مبلمان آزاد شده و با یک ذهن آسوده از کنار هم بودن لذت ببرند. پس پیشنهاد می شود از چیدن مبلمان سلطتنی و پر زرق و برق در فضای نشیمن خود خودداری کنید.
اگر در نشیمن، از مبل یا صندلی برای نشستن استفاده نشده و افراد روی زمین می‌نشینند، کف نشیمن به کف‌پوشی نرم و کلفت همچون فرش یا موکت ضخیم و پرزدار نیاز دارد. ضمناَ در طرح تناسبات این نشیمن باید به ابعاد و اندازه‌های رایج و استاندارد فرش (۶ متری، ۹ متری، ۱۲ متری) توجه کرد.
وجود دیوارهایی با ارتفاع مناسب برای تکیه دادن افراد نشسته روی زمین و همچنین توجه به فرم و جانمایی مناسب پنجره‌ها از دیگر مواردی است که باید در طراحی این نشیمن به آن دقت کافی داشت.

## توصیه‌هایی در طراحی اتاق نشیمن و چیدمان آن
در خانه‌های سنتی برای جواب‌گویی به این دو نیاز، اولاَ از پنجره‌هایی که تا کف اتاق ادامه داشت و دیدی مناسب برای افراد نشسته روی زمین را به حیاط فراهم می‌کرد و ثانیاً از ساخت طاقچه‌های در ارتفاعی بالاتر از سر فرد نشسته روی زمین کمک می‌گرفتند.
ابعاد، اندازه و وسعت نشیمن با توجه به نوع فعالیت‌ها و مبلمان و وسایلی که در آن قرار دارد، تعیین می‌شود. علاوه بر مساحت لازم، نور کافی و داشتن دید زیبا به محوطهٔ بیرون از دیگر شرایط یک نشیمن مناسب است.
دسترسی آشپزخانه و نشیمن باید راحت باشد تا پذیرایی از میهمانان به آسانی صورت گیرد.
در صورتی که میز کار یا مطالعه در نشیمن قرار گیر باید در زاویه مناسب با پنجره باشد تا نور کافی را دریافت کند.
مبلمان نشیمن نباید در مسیر رفت و آمد، جلوی درب اتاق‌ها یا درب ورودی قرار گیرد.
بهتر است که دسترسی اتاق خواب به نشیمن راحت باشد.
مبلمان یا فضای نشستن اعضای خانواده باید به محوطهٔ بیرون، یا فضایی زیبا دید داشته‌باشد تا نشستن را برای افراد لذت‌بخش‌تر کند.
اگر نشیمن خانه در ادغام با پذیرایی نباشد، نباید از در ورودی دید داشته‌باشد.
اگر حد واسط این دو فضا فضایی نیمه باز، همچون ایوان و بالکن، نیز طرح شود، ارتباط بین نشیمن و حیاط بیشتر و با مشکلات کمتری روبرو می‌شود.
نشیمن خانه باید فضایی مناسب برای دور هم جمع شدن صمیمی، گرم، خودمانی و راحت باشد و محرمیت لازم را داشته باشد. این فضا با توجه به الگوی زندگی خانوادهٔ ساکن در آن می‌تواند به صورت فضایی کاملاً بسته و خصوصی طرح شود، یا اینکه با درجهٔ محرمیت کمتری به صورت باز و در ادغام و رابطهٔ قوی با پذیرایی و غذا خوری و آشپزخانه طرح شود.
در معماری سنتی ایرانی، اتاق‌هایی بودند که نسبت به تالار اهمیت کمتری داشتند و از اتاق‌های ساده مهم‌تر بودند. نشیمن، محل تجمع افراد خانواده و مهمان‌های بسیار نزدیک به حساب می‌آمد این عناصر از نظر تزئینات بسیار ساده بودند.